# 太田村 (富山県上新川郡)
太田村（おおたむら）は、かつて富山県上新川郡にあった村。現在の富山市東南部の太田地区にあたる、

## 沿革
- 1889年（明治22年）4月1日 - 町村制の施行により、上新川郡太田本郷村、大場村、横内村、石屋村、長屋村、城村、西番村、新名村、中屋村及び関村の区域をもって、上新川郡太田村が発足する。この時点では村役場は大字大田本郷に設置[1]。
- 1890年（明治23年） - 小学校改築に伴い、旧雨天体操場を譲り受け、校庭の銀杏の木の西側（石屋横手割115）に村役場を移転[2]。
- 1927年（昭和2年）4月 - 産業組合との合同事務所を新築（石屋152）[2]。
- 1942年（昭和17年）5月20日 - 富山市に編入する。旧村役場は富山市役所太田出張所となった[3]。

旧村役場はその後補修学校や青年学校に利用されたが、戦後は小学校の雑庫、1952年に解体し、燃料にしたという。

## 歴代村長
出典→
1. 竹内与八郎（1890年4月 - 1916年6月）
2. 中谷隆彦（魚津町村木出身、1916年9月 - 1920年4月）
3. 高崎昇平（1920年8月 - 1924年8月）
4. 池上健二（1924年9月 - 1927年5月）
5. 浅田平作（1927年6月 - 1937年5月）
6. 田村義正（1937年6月 - 1941年6月）
7. 牧野正雄（1941年7月 - 1942年5月）